# 格拉斯哥植物園

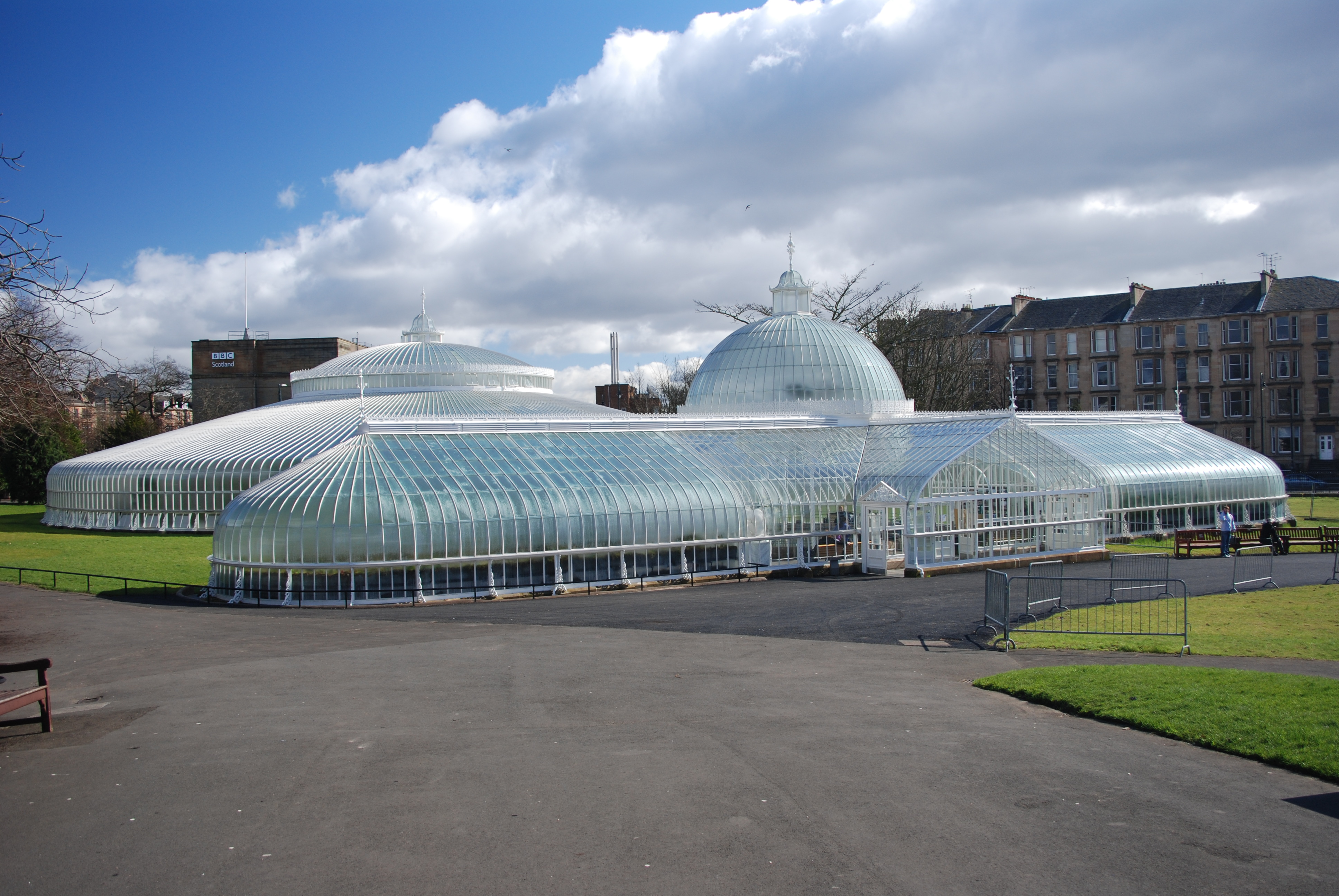

格拉斯哥植物園（Glasgow Botanic Gardens）是英國蘇格蘭格拉斯哥的一座植物園，位於格拉斯哥西區。這座植物園以其的溫室著稱。2011年，格拉斯哥植物園獲得了綠旗獎。

## 外部連結
- Glasgow Botanic Gardens （页面存档备份，存于） – Glasgow City Council
- Friends of the Glasgow Botanic Gardens （页面存档备份，存于）
- Archive photographs of the Kibble's Restoration
- Photographs on Flickr （页面存档备份，存于）
- Library catalogue （页面存档备份，存于）

55°52′45″N 4°17′26″W / 55.87930°N 4.29066°W